# Le Petit César (film)
Pour plus de détails, voir Fiche technique et Distribution.

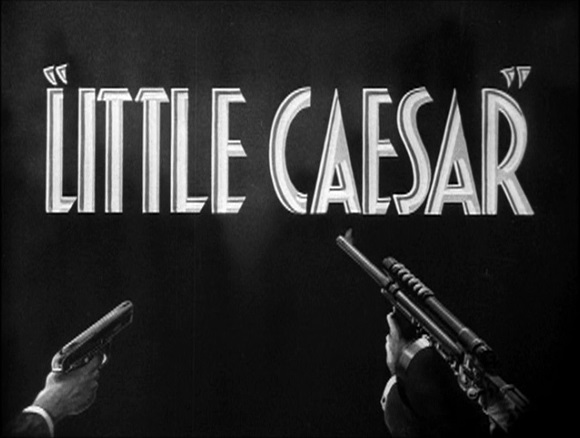

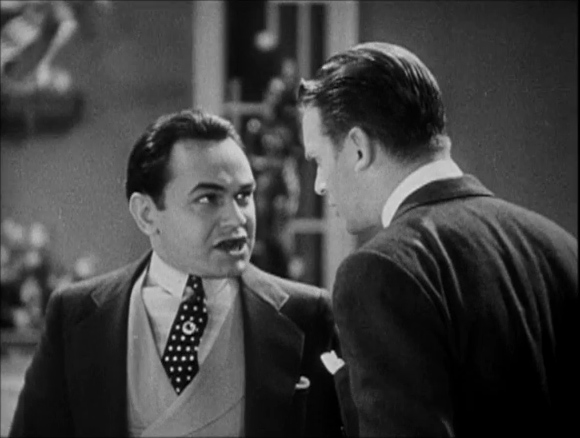
Edward G. Robinson

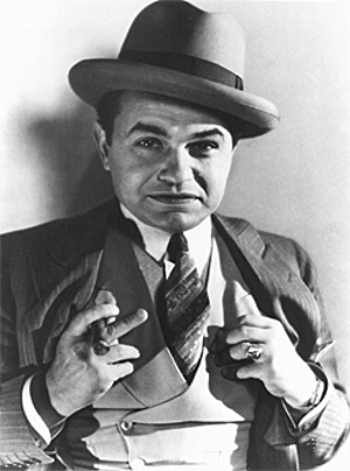
Edward G. Robinson

Le Petit César (titre original : Little Caesar) est un film américain réalisé par Mervyn LeRoy, sorti en 1931.

## Synopsis
Petits criminels sans grande envergure, Caesar Enrico "Rico" Bandello (Edward G. Robinson) et son ami Joe Massara (Douglas Fairbanks Jr.) déménagent à Chicago pour tenter de faire fortune. Rico rejoint la bande de Sam Vettori (Stanley Fields), alors que Joe veut devenir danseur. Olga (Glenda Farrell) devient sa partenaire en danse et sa petite-amie. Rico, petit à petit, prend la place des patrons jusqu'à ce que le sergent Flaherty, qui l'a à l'œil depuis le début, finisse par le coincer.

## Fiche technique
- Titre : Le Petit César
- Titre original : Little Caesar
- Réalisation : Mervyn LeRoy
- Scénario : Francis Edward Faragoh et Robert N. Lee d'après le roman de W. R. Burnett
- Photographie : Tony Gaudio
- Montage : Ray Curtiss
- Musique : David Mendoza
- Direction artistique : Anton Grot
- Décors : Ray Moyer (non crédité)
- Costumes : Earl Luick (non crédité)
- Producteurs : Hal B. Wallis et Darryl F. Zanuck (non crédités)
- Société de production : First National Pictures
- Société de distribution : Warner Bros.
- Pays de production :  États-Unis
- Langue : anglais
- Format : Noir et blanc — 35 mm — 1,20:1 — Son : Mono (Vitaphone) (Western Electric Sound System)
- Genre : Drame, action et film de gangsters
- Durée : 79 minutes
- Dates de sortie : 
  - États-Unis : 9 janvier 1931 New York (États-Unis) / 25 janvier 1931 (sortie nationale)
  - France : 28 août 1931

## Distribution
- Edward G. Robinson : Caesar Enrico Bandello
- Douglas Fairbanks Jr. : Joe Massara
- Glenda Farrell : Olga Strassoff
- William Collier Jr. : Tony Passa
- Sidney Blackmer : "Big Boy"
- Ralph Ince : Pete Montana
- Thomas E. Jackson : le sergent Flaherty
- Stanley Fields : Sam Vettori
- Maurice Black : Little Arnie Lorch
- George E. Stone : Otero
- Armand Kaliz : DeVoss
- Nicholas Bela : Ritz Colonna
- Larry Steers : un invité de McClure

## Autour du film
- C'est à tort que Le Petit César est parfois présenté comme le film fondateur des codes du film de gangsters. Un an avant, en 1930, les studios Warner produisaient Au seuil de l'enfer (The Doorway to Hell) d'Archie Mayo avec en vedette James Cagney qui lui aussi montrait l'ascension d'une petite frappe.
- Le Petit César est produit en pleine période de restriction budgétaire de la Warner et donc tourné avec les moyens d'un "film B", d'autant que Jack Warner, le patron du studio, était réticent face au projet, pensant que le public préférait les comédies divertissantes. Mervyn LeRoy, qui avait adoré le livre éponyme Little Caesar, parvint pourtant à convaincre son patron et le tournage commença[1].
- Le film montre qu'il est facile de devenir un caïd quand on connaît des moments durs ou que la vie vous y force. W. R. Burnett décrit le personnage de César : "Ce n'est pas un monstre... au mieux un petit Napoléon, un petit César". César pourrait être un membre de la population qui aurait trop lu la presse à scandale.
- Le groupe de rock canadien Little Caesar and the Consuls a ajouté Little Cesar en raison de la ressemblance du chanteur avec Edward G. Robinson dans ce film.
- Avec ce film Edward G. Robinson fait sa percée en tant qu'acteur de cinéma et il joue ensuite longtemps le rôle d'un gangster[2]. Il avait déjà joué des seconds rôles et était apparu sur des scènes de théâtre.
- Le Petit César est le premier portrait du quartier de Little Italy, qui servira de décor à Mean Streets de Martin Scorsese quarante ans plus tard[2].